# آلبرت سارگسیان (بازیکن فوتبال، زاده ۱۹۶۳)
آلبرت ولادیمیری سارگسیان (ارمنی: Ալբերտ Վլադիմիրի Սարգսյան؛ زادهٔ ۱۴ اوت ۱۹۶۳ در ایروان) یک بازیکن فوتبال بازنشسته در پست مدافع و مربی فوتبال فعلی اهل ارمنستان است.

## باشگاهی
از باشگاه‌هایی که در آن بازی کرده‌است می‌توان به آرارات ایروان، دینامو کیف و گاندزاسار اشاره کرد.

## تیم ملی
وی همچنین در زیر ۱۷ سال اتحاد شوروی، زیر ۱۹ سال اتحاد شوروی و اتحاد شوروی بازی کرده‌است. سارگسیان نخستین و تنها بازی ملی خود که یک بازی دوستانه بود در تاریخ ۹ اکتبر ۱۹۹۰ در مسکو در مقابل اسرائیل انجام داده‌است.

## افتخارات
- لیگ برتر شوروی برنز: ۱۹۸۹.
- برگزیده شدن در فهرست ۳۳ بازیکن برتر اتحاد شوروی: No.3 (1991)
- عنوان «استاد ورزشی اتحاد شوروی»